# Johannes Wulff
Johannes Charles Wulff, född 11 januari 1902 i Köpenhamn, död 29 december 1980 i Herlev, var en dansk poet och författare.
Johannes Wulff var son till Adolf Wulff, kustod på Köpenhamns universitetsbibliotek, och Johanne Wulff (född Marcussen). Han avlade studentexamen från Vestre borgerdydskole 1921 och studerade litteraturhistoria på Köpenhamns universitet. Vid sidan om sina studier var anställd som nattvakt på universitetsbiblioteket. Under en kort period efter avslutade studier arbetade han som huslärare på Mors och som journalist på Morgenbladet 1928. Hans första dikter trycktes i tidskrifterna Katolsk Ungdom (1917) och Vejen (1922), men fick sin egentliga debut 1928 med diktsamlingen Kosmiske Sange. Året därpå gav han ut romanen O, Ungdom! som var skriven i prosaform och blev en läsarsuccé med 25 000 sålda exemplar. Wulffs verk präglades av tidens naivism och humor. Han gav dock också utrymme för mer tragikomiska inslag i några av sina verk, vilka skapade den prosaiska genren ”mumlerier”. Denna står bland annat att finna i verk som Man gaar og mumler (1930) och Et menneske saar og høster (1935). 
Wulff var gift två gånger; först med Thyra Larsen 1931–1942 och därefter med Mary Vilain 1944–1958.

## Utmärkelser
- Carl Møllers Legat (1930)
- H.C. Andersen-mindemedaljen (1931)
- Emma Bærentzens Legat (1937)
- H.C. Andersen-legatet (1963)
- Georg Brandes Legatet
- Astrid Goldschmidts Legat
- Drachmannlegatet
- Johannes Ewald Legatet
- Anckerska legatet
- Jeanne og Henri Nathansens mindelegat